# سفارة ماليزيا في بولندا
سفارة ماليزيا في بولندا هي أرفع تمثيل دبلوماسي لدولة ماليزيا لدى بولندا. تقع السفارة في وهي تهدف لتعزيز المصالح الماليزية في بولندا.

## وصلات خارجية
- الموقع الرسمي
- قائمة سفارات ماليزيا
- قائمة السفارات في بولندا